# Новович, Иван
Иван Новович (черног. Ivan Novović; 26 апреля 1989) — черногорский футболист, защитник клуба «Младост» (Подгорица).

## Карьера
Начинал карьеру футболиста в 2007 году, в клубе «Зета», за который провёл 64 матча и забил 3 мяча. В конце мая 2010 года прибыл на просмотр в российский клуб «Краснодар», 8 июля подписал контракт на 3,5 года. Дебютировал за команду 27 октября 2010 года в выездном матче против челнинского «КамАЗа», выйдя на замену Евгению Шипицину. Однако закрепиться в основном составе краснодарского клуба ему не удалось и в феврале 2011 года, был отдан в аренду, обратно в клуб «Зета». 1 августа 2011 года, клуб «Краснодар» расторг контракт с Иваном Нововичем и он стал свободным агентом.